# Nádorové mikroprostředí
Nádorové mikroprostředí zahrnuje všechny buněčné i nebuněčné složky, které jsou součástí nádorové tkáně a zároveň i interakce mezi nádorovými buňkami a zdravými tkáněmi přímo v nádoru či jeho blízkém okolí. V naprosté většině nádorů se kromě samotných transformovaných buněk nachází i krevní a lymfatické cévy, leukocyty, fibroblasty, cytokiny a další signální molekuly či složky extracelulární matrix. Navíc je prostředí nádoru specifické i svými fyzikálně-chemickými vlastnosti jako je pH či parciální tlak kyslíku. Všechny tyto složky tvoří nádorové mikroprostředí a ovlivňují progresi nádoru. Na rozdíl od dalších termínu označujících součásti nádoru (nádorový parenchym, nádorové stroma aj.), se výrazem nádorové mikroprostředí zdůrazňuje zejména dynamika a reciprocita funkčních vztahů mezi jednotlivými složkami.

## Historie
První teorie týkající se vztahu mezi nádorovými buňkami a zdravou tkání se objevily už v druhé polovině 19. století, kdy si Rudolf Virchow (mimo jiné jeden z průkopníku buněčné teorie) všiml na jedné straně charakteristické infiltrace nádorů bílými krvinkami a na straně druhé vyššího výskytu nádorů u pacientů s chronickými záněty. Ještě významnější závěry publikoval roku 1889 James Paget v podobě tzv. „seed and soil“ hypotézy, která popisuje metastazování jako nenáhodný proces závislý na interakci nádorové buňky a vhodného prostředí v tkáni, tedy místě potenciální metastaze („seed and soil“, česky půda a semeno je metafora zdůrazňující podstatu recipročního vztahu mezi nádorovou buňkou –„semenem“ a tkání – „půdou“, nutného pro růst nádoru či metastáz).
V druhé polovině 20. století začal vznikat moderní koncept nádorového mikroprostředí. Zpočátku se jednalo zejména o práce věnující se vztahu mezi angiogenezí a růstem nádoru či o experimenty navazující na myšlenky Virchowa, zaměřené na asociaci nádorů s chronickým zánětem.. Od druhé poloviny 20. století až do současnosti postupně dochází k stále detailnějšímu popisu jednotlivých aspektů nádorového mikroprostředí: konkrétních populací imunitních buněk, vlivu cytokinů, chemokinů a dalších signálních molekul na nádorové buňky, vztahu mezi ECM (extracelulární matrix) a schopností buněk metastazovat či změnám nádorového mikroprostředí v závislosti na nejčastějších terapeutických postupech.

## Cévní zásobení nádoru
Stejně jako v případě zdravých tkání a orgánů, i buňky nádoru potřebují zásobení kyslíkem a živinami či odvod metabolitů zprostředkovaný cévami. Jakmile velikost nádoru přesáhne řádově milimetry, dojde v důsledku hypoxického prostředí v nádorové tkáni k iniciaci růstu stávajících cév, popřípadě k jejich novotvorbě (angiogeneze či vaskulogeneze). Růst cév je spouštěn signálními molekulami jako VEGF (vaskulární endotelový růstový faktor) či FGF (fibroblastový růstový faktor) produkovanými nádorovými buňkami v reakci na nedostatek kyslíku, nebo chronicky v důsledku mutace v některém z onkogenů.
Kromě produkce pro-angiogenních faktorů transformovanými buňkami, existuje v nádoru i několik dalších mechanismů kterými k indukci vaskularizace dochází. Nádorové buňky mohou produkovat metaloproteázy, enzymy degradující extracelulární matrix a uvolňující tak VEGF, který je v ní vázaný. Zdrojem VEGF a dalších pro-angiogenních molekul jsou často i netransformované buňky nádorového mikroprostředí, zejména pak tumor-asociované makrofágy (TAM). Cévy v nádorech mají odlišnou morfologii od zdravé tkáně: jejich růst je chaotický, jsou dilatované, případně mají velmi heterogenní průsvit, obsahují slepá zakončení a jsou permeabilnější.
Kromě primární funkce vaskulatury (zásobení kyslíkem a odvod metabolitů) navíc buňky endotelu tvořící cévy ovlivňují imunitní odpověď na nádor (produkcí chemokinů a adhezních molekul) a zároveň i schopnost transformovaných buněk metastazovat do okolí.

## Imunitní systém
Schopnost imunitního systému rozpoznávat a likvidovat poškozené buňky vlastních tkání je stěžejním mechanismem bránícím vzniku a rozvoji nádorů, jak ukazuje zvýšený výskyt rakoviny u imunokompromitovaných osob a modelových organismů, a navíc i množství terapií (viz dále) zaměřených právě na stimulaci imunitní odpovědi proti nádorovým buňkám. Pro eliminaci nádorů jsou stěžejní zejména cytotoxické T lymfocyty, které mají schopnost rozpoznat a likvidovat poškozené buňky. Další subtypy imunitních buněk, které se podílí na eliminaci nádoru a jsou spojeny s lepší prognózou pacientů jsou M1 makrofágy a NK buňky.
V kontrastu s již zmíněnými, existuje množství mechanismů, kterými složky imunitního systému naopak podporují růst a progresi nádoru, ať už přímo či skrz inhibici protinádorových imunitních mechanismů. Například MDSC (myeloidní supresorové buňky) a M2 makrofágy inhibují skrz produkci protizánětlivých cytokinů (TGFβ, IL-10) cytotoxickou imunitní odpověď proti nádorovým buňkám. TGFβ produkovaný těmito buňkami navíc stimuluje epiteliálně-mezenchymální tranzici (EMT) a angiogenezi a přispívá tak k schopnosti nádoru metastazovat. Ke komplexitě vztahů mezi imunitním systémem a nádorem pak přispívá množství dalších složek imunitního systému jejichž vliv na nádor je stále nejasný, či které působí protichůdně v závislosti na typu nádoru. Příkladem jsou Th2 či Th17 či regulační T-lymfocyty, které jsou asociovány s lepší či horší prognózou v závislosti na typu nádoru popřípadě, které mají jak pro- tak protinádorové efekty.

## Role fibroblastů a dalších složek nádorového mikroprostředí
Dalšími buňkami hojně zastoupenými v mikroprostředí nádoru jsou fibroblasty. Ve zdravých tkáních fibroblasty produkují složky extracelulární matrix a při zranění se aktivují a napomáhají hojení. Obdobné efektorové mechanismy se uplatňují i v případě fibroblastů v nádoru, kde jsou tyto buňky konstitutivně aktivovány. Již od poloviny 19. století vznikala dodnes uznávaná teorie, která pohlíží na nádor jako stále se nehojící ránu – „wound that do not heal" – a vysvětluje tak i složení nádorového mikroprostředí a jeho vztah k zánětu a fibróze). Fibroblasty stimulují angiogenezi produkcí molekul jako VEGF či FGF. Také napomáhají proliferaci nádorových buněk produkcí růstových faktorů, produkcí složek extracelulární matrix a její remodelací.
Fibroblasty spolu s mezenchymálními kmenovými buňkami produkcí TGFβ stimulují EMT nádorových buněk a tím jejich schopnost metastazovat. Mezenchymální kmenové buňky pak pravděpodobně hrají roli i při uchycování migrujících nádorových buněk v místech budoucích metastáz.

## Terapie zaměřené na modulaci nádorového mikroprostředí
Vzhledem k tomu, že nádorové mikroprostředí přispívá k progresi a v pozdějších fázích i metastázím nádorových buněk, jsou jeho jednotlivé složky cílem mnoha terapií.
Jedním z cílů terapií je inhibice angiogeneze v nádoru a tím omezení jeho růstu a pravděpodobnosti metastaze. Terapie cílí na inhibici signálních drah stimulujících angiogenezi, například vyvázáním proangiogenních signálních molekul pomocí specifických protilátek (Bevacizumab, protilátka vázající VEGF a tím bránící jeho navázání na receptor) či inhibicí příslušných receptorů (Cabozantinib, inhibitor receptoru pro VEGF).
Přirozené schopnosti imunitního systému likvidovat nádorové buňky využívají různé druhy imunoterapií stimulující imunitní odpověď vůči nádoru. Může jít o nespecifickou stimulaci imunitního systému jako v případě BCG terapie či podávání cytokinů. Významný úspěch v posledním desetiletí zaznamenaly terapie založené na blokaci PD-1 a CTLA-4: molekul inhibujících imunitní odpověď vůči nádoru. Dalším nadějným imunoterapeutickým přístupem je využití T buněk s chimerními antigenními receptory.